# 张九桓
张九桓（1947年8月—），男，广西博白人，中华人民共和国政治人物、外交官。

## 生平
1969年，毕业于北京外国语学院泰语专业。1973年，进入中华人民共和国外交部工作，在外交部亚洲司担任翻译。1975年，中泰建交，张九桓外派泰国，参与筹建驻泰国大使馆，并负责泰语翻译工作。1982年，回国任外交部亚洲司三秘，后升任副处长、一秘。1988年，任驻泰国大使馆三秘，后升任参赞。1993年，升任外交部亚洲司副司长。1995年11月，出任中华人民共和国驻尼泊尔大使。1998年，任外交部亚洲司司长。2000年8月，出任中华人民共和国驻新加坡大使。2004年5月，出任中华人民共和国驻泰国大使。2009年2月，离任回国。驻泰国使馆工作期间，外交部曾于2005年、2008年授予集体三等功两次、个人三等功一次。泰国国王授予特级皇冠勋章。
2008年，当选第十一届全国政协委员，代表对外友好界，分入第四十七组。并担任外事委员会专委。
2013年，任中国公共外交协会副会长。

## 荣誉

### 外国勋章奖章
- 特等泰王冠勋章（泰国，2008年2月1日颁发[7]）

## 家庭
已婚，有一子。